# Саратовка (Табунский район)
Саратовка — село в Табунском районе Алтайском крае, в составе Серебропольского сельсовета

## История
Основано в 1912 году, немцами переселенцами из Причерноморья. До 1917 года меннонитское село Славгородской волости Барнаульского уезда Томской губернии. Меннонитская община Хорошее, братско-
меннонитская община Саратов. Колхоз имени Тельмана.

## Население
| 1926 | 1980 | 1987 | 1997 | 1998 | 1999 | 2000 |
| ---- | ---- | ---- | ---- | ---- | ---- | ---- |
| 349  | ↘307 | ↘274 | ↘223 | ↗237 | ↘223 | ↘211 |
| 2001 | 2002 | 2003 | 2004 | 2005 | 2006 | 2007 |
| ↘177 | ↘171 | ↗187 | ↘175 | ↗177 | ↗178 | ↘161 |
| 2008 | 2009 | 2010 | 2011 | 2012 | 2013 |      |
| ↘148 | ↘146 | ↘143 | ↘139 | ↘128 | ↘120 |      |